# Thoronella elegans
Thoronella elegans är en stekelart som beskrevs av Lubomir Masner 1972. Thoronella elegans ingår i släktet Thoronella och familjen Scelionidae. Inga underarter finns listade i Catalogue of Life.